# Джон Речи
Джон Франсиско Речи (роден на 10 март 1931 г.) е мексиканско-американски писател и есеист. Неговите романи третират темата за гей културата в САЩ и в частност в мегаполиси като Ню Йорк и Лос Анджелис, наред с други теми. 
„Градът на нощта“ (City of Night), неговият дебютен роман, публикуван през 1963 г., се превръща в бестселър. Въпреки първоначалното недоволство срещу романа са продадени 65 000 екземпляра с твърди корици, а романът на Речи остава повече от половин година в списъка на бестселърите на The New York Times, заедно с книги на Дж. Д. Салинджър и на Пърл С. Бък, която преди това отхвърля Речи като кандидат-студент за своя клас по творческо писане в Колумбийския университет в Ню Йорк.